# Bohemundo VII de Antioquía
Bohemundo VII de Antioquía o Bohemundo IV de Trípoli (1261 - 19 de octubre de 1287) fue el conde de Trípoli y nominal príncipe de Antioquía desde 1275 hasta su muerte. La única parte que quedaba del una vez gran Principado de Antioquía era el puerto de Latakia. Pasó gran parte de su reinado en guerra con los templarios (1277-1282).
Bohemundo VII fue el hijo de Bohemundo VI de Antioquía y su esposa Sibila de Armenia. Como Bohemundo VII era todavía menor de edad en su sucesión, Sibila actuó como regente, aunque la regencia fue también reclamada sin éxito por Hugo I de Jerusalén, el pariente masculino vivo más cercano de Bohemundo. Sibila nombró a Bartolomé, obispo de Tortosa, para actuar como bailío. Bohemundo pasó su minoría bajo la protección de León II de Armenia en su corte en Cilicia. Volvió a Trípoli en 1277 e hizo inmediatamente la paz con Qalawun, el sultán mameluco, y reconoció a Roger de San Severino como regente en Acre por Carlos I de Jerusalén. Eximio a los venecianos de los derechos portuarios, distanciándose así de los genoveses y sus aliados.
A su regreso, hizo enemigos con la poderosa familia Embriaco, que gobernó Gibelet a través de Guido II. Trípoli era muy débil en ese momento y se dividió entre varias facciones: la facción romana dirigida por Pablo de Segni, obispo de Trípoli, y la facción armenia liderada por Sibila y Bartolomé. Pablo se hizo amigo de Guillermo de Beaujeu, el nuevo Gran Maestre de los Caballeros Templarios, y luego con los Embriacos normalmente anti-templarios. Esto precipitó la primera de una serie de guerras entre Bohemundo y los templarios. Bohemundo primero quemó sus edificios en Trípoli. Luego, los templarios respondieron arrasando el castillo condal de Botron y atacando Nephin. Bohemundo marchó sobre Gibelet pero fue derrotado y obligado a firmar una tregua.
En 1278, Guido de Gibelet y los templarios atacaron Trípoli, pero se encontraron fuera de los muros a Bohemundo. Bohemundo fue derrotado, pero la flota templaria de doce galeras fue dispersada por una tormenta y de la flota de Bohemundo de quince atacó y daño a la Sidón templaria. Esta vez una tregua fue mediada por Nicolás Lorgne, Gran Maestre del Hospital. El último conflicto se inició en enero de 1282, cuando los Embriacos trataron de tomar por sorpresa a Trípoli. Encontraron al maestro templario lejos y así se refugiaron con los hospitalarios, quienes los entregaron a Bohemundo con la condición de que les perdonara la vida. Bohemundo los enterró hasta el cuello en la arena en Nephin y los mató de hambre. Este último acto alineó aún más a los genoveses y los Montfort, pero Bohemundo venció a estos últimos tomando el control de Gibelet.
En 1287, Latakia fue tomada por Qalawun, que afirmó que como parte de Antioquía no cumplía con las condiciones de su tratado. Bohemundo murió poco después, sin dejar hijos con su esposa Margarita de Acre. Trípoli se sumió en una crisis de sucesión hasta que su hermana Lucía llegó de Europa para tomar el control del condado.